# Óscar Pareja
Óscar Alexander Pareja Gómez (Medellín, Colombia, 10 de agosto de 1968) es un exfutbolista y entrenador colombiano. Es el actual entrenador del Orlando City de la MLS.

## Vida

### Académica
Paralelamente a su actividad deportiva se graduó profesionalmente en Zootecnia en la Universidad Católica del Norte. Además cursó 2 semestres de Educación Física.
Tras su retiro como futbolista se formó como DT en la USSF Soccer Coaching donde tiene la licencia tipo A.

### Personal
Tiene 3 hijos y reside desde (1998) hace 27 años en Estados Unidos.

## Trayectoria como jugador
Pareja surgió de la cantera del Atlético Nacional; Sin embargo, comenzó su carrera profesional en 1987, debutando en el club Independiente Medellín, y dio una asistencia para el gol de la victoria de 1-0 en su debut. Jugó ocho años con Independiente Medellín, de 1987 a 1995, destacó en el subcampeonato de 1993, y la Copa Libertadores 1994 donde llegaron hasta los cuartos de final. En 1995, el Deportivo Cali compró a Pareja del Independiente Medellín; dio resultados inmediatos, ayudando a Cali a un campeonato en la temporada 1995-1996, su primer título a los 22 años. Se quedaría con ellos cuatro años, antes de firmar con la Major League Soccer de los Estados Unidos.
Fue asignado a New England Revolution el 26 de mayo de 1998, pero pronto se cambió a Dallas Burn por el delantero Damián Álvarez. Aunque Pareja jugó poco con Dallas en 1998, se ganó un lugar en el mediocampo para la temporada 1999, jugando 27 partidos y anotando cuatro goles y seis asistencias. Pareja permaneció en esta posición durante ocho años, jugando en total 189 partidos de temporada regular para Dallas, y anotó 13 goles y 52 asistencias, y fue nombrado al equipo ideal (MLS Best XI) de la temporada 2002. Pareja anunció que se retiraría después de la temporada del 2005 y tomó un trabajo como asistente técnico con el FC Dallas.

## Selección nacional
Pareja también jugó para la Selección de fútbol de Colombia, jugando 11 partidos y marcando tres goles, participó en la Copa América 1991.

### Participaciones enCopas América
| Torneo            | Sede  | Resultado    | PJ | GA | Asis |
| ----------------- | ----- | ------------ | -- | -- | ---- |
| Copa América 1991 | Chile | Cuarto lugar | 1  | 0  | 0    |

## Clubes

### Como jugador
| Equipo                 | País                | Año                 | Partidos | Goles |
| ---------------------- | ------------------- | ------------------- | -------- | ----- |
| DIM                    | Colombia            | 1987 - 1995         | 263      | 18    |
| Deportivo Cali         | Colombia            | 1995 - 1998         | 122      | 11    |
| New England Revolution | Estados Unidos      | 1998                | 18       | 0     |
| F.C. Dallas            | Estados Unidos      | 1998 - 2005         | 189      | 13    |
| Total en su carrera    | Total en su carrera | Total en su carrera | 592      | 42    |

### Como asistente
| Club             | País           | Año         | Asistente De     |
| ---------------- | -------------- | ----------- | ---------------- |
| F.C. Dallas      | Estados Unidos | 2006 - 2007 | Steve Morrow     |
| Selección Sub-17 | Estados Unidos | 2007 - 2008 | Wilmer Cabrera   |
| F.C. Dallas      | Estados Unidos | 2008 - 2011 | Schellas Hyndman |

### Como entrenador
| Club            | País           | Año           | Partidos Dirigidos |
| --------------- | -------------- | ------------- | ------------------ |
| Colorado Rapids | Estados Unidos | 2012-2013     | 72                 |
| F.C. Dallas     | Estados Unidos | 2014-2018     | 207                |
| Club Tijuana    | México         | 2019          | 48                 |
| Orlando City    | Estados Unidos | 2020-presente | 225                |

## Estadistícas como entrenador
| Equipo                         | Div.                | Temporada           | Liga | Liga | Liga | Liga | Liga |    | Copa | Copa | Copa | Copa |    | Internacional | Internacional | Internacional | Internacional | Internacional |   | Otros | Otros | Otros | Otros |     | Totales     | Totales | Totales | Totales | Totales | Totales | Totales | Totales |
| Equipo                         | Div.                | Temporada           | PD   | G    | E    | P    | Pos. | PD | G    | E    | P    | PD   | G  | E             | P             | Pos.          | PD            | G             | E | P     | PD    | G     | E     | P   | Rendimiento | GF      | GC      | Dif.    |         |         |         |         |
| ------------------------------ | ------------------- | ------------------- | ---- | ---- | ---- | ---- | ---- | -- | ---- | ---- | ---- | ---- | -- | ------------- | ------------- | ------------- | ------------- | ------------- | - | ----- | ----- | ----- | ----- | --- | ----------- | ------- | ------- | ------- | ------- | ------- | ------- | ------- |
| Colorado Rapids Estados Unidos | 1.ª                 | 2012                | 34   | 11   | 4    | 19   | 14.º | 2  | 1    | 0    | 1    | -    | -  | -             | -             | -             | -             | -             | - | -     | 36    | 12    | 4     | 20  | 37.03%      | 47      | 53      | -6      |         |         |         |         |
| Colorado Rapids Estados Unidos | 1.ª                 | 2013                | 34   | 14   | 9    | 11   | 8.º  | 1  | 0    | 0    | 1    | -    | -  | -             | -             | -             | 1             | 0             | 0 | 1     | 36    | 14    | 9     | 13  | 47.22%      | 46      | 43      | +3      |         |         |         |         |
| Colorado Rapids Estados Unidos | Total               | Total               | 68   | 25   | 13   | 30   | -    | 3  | 1    | 0    | 2    | -    | -  | -             | -             | -             | 1             | 0             | 0 | 1     | 72    | 26    | 13    | 33  | 42.13%      | 93      | 96      | -3      |         |         |         |         |
| FC Dallas Estados Unidos       | 1.ª                 | 2014                | 34   | 16   | 6    | 12   | 6.º  | 4  | 3    | 1    | 0    | -    | -  | -             | -             | -             | 3             | 1             | 2 | 0     | 41    | 20    | 9     | 12  | 56.1%       | 69      | 51      | +18     |         |         |         |         |
| FC Dallas Estados Unidos       | 1.ª                 | 2015                | 34   | 18   | 6    | 10   | 2.º  | 3  | 2    | 1    | 0    | -    | -  | -             | -             | -             | 4             | 1             | 1 | 2     | 41    | 21    | 8     | 12  | 57.72%      | 66      | 50      | +16     |         |         |         |         |
| FC Dallas Estados Unidos       | 1.ª                 | 2016                | 34   | 17   | 9    | 8    | 1.º  | 5  | 4    | 1    | 0    | -    | -  | -             | -             | -             | 2             | 1             | 0 | 1     | 41    | 22    | 10    | 9   | 61.79%      | 63      | 50      | +13     |         |         |         |         |
| FC Dallas Estados Unidos       | 1.ª                 | 2017                | 34   | 11   | 13   | 10   | 13.º | 3  | 2    | 0    | 1    | 8    | 4  | 2             | 2             | 1/2           | -             | -             | - | -     | 45    | 17    | 15    | 13  | 48.89%      | 69      | 63      | +6      |         |         |         |         |
| FC Dallas Estados Unidos       | 1.ª                 | 2018                | 34   | 16   | 9    | 9    | 6.º  | 2  | 1    | 0    | 1    | 2    | 0  | 1             | 1             | 1/8           | 1             | 0             | 0 | 1     | 39    | 17    | 10    | 12  | 52.14%      | 60      | 53      | +7      |         |         |         |         |
| FC Dallas Estados Unidos       | Total               | Total               | 170  | 78   | 43   | 49   | -    | 17 | 12   | 3    | 2    | 10   | 4  | 3             | 3             | -             | 10            | 3             | 3 | 4     | 207   | 97    | 52    | 58  | 55.23%      | 327     | 267     | +60     |         |         |         |         |
| Tijuana · México               | 1.ª                 | 2019-C              | 19   | 9    | 1    | 9    | 1/4  | 7  | 3    | 2    | 2    | -    | -  | -             | -             | -             | -             | -             | - | -     | 26    | 12    | 3     | 11  | 50%         | 34      | 34      | +0      |         |         |         |         |
| Tijuana · México               | 1.ª                 | 2019-A              | 18   | 7    | 3    | 8    | 11.° | 4  | 3    | 0    | 1    | -    | -  | -             | -             | -             | -             | -             | - | -     | 22    | 10    | 3     | 9   | 50%         | 31      | 36      | -5      |         |         |         |         |
| Tijuana · México               | Total               | Total               | 37   | 16   | 4    | 17   | -    | 11 | 6    | 2    | 3    | -    | -  | -             | -             | -             | -             | -             | - | -     | 48    | 22    | 6     | 20  | 50%         | 65      | 70      | -5      |         |         |         |         |
| Orlando City Estados Unidos    | 1.ª                 | 2020                | 21   | 9    | 7    | 5    | 4.º  | 7  | 4    | 2    | 1    | -    | -  | -             | -             | -             | 1             | 0             | 1 | 0     | 29    | 13    | 10    | 6   | 56.32%      | 48      | 33      | +15     |         |         |         |         |
| Orlando City Estados Unidos    | 1.ª                 | 2021                | 34   | 13   | 12   | 9    | 10.º | -  | -    | -    | -    | -    | -  | -             | -             | -             | 1             | 0             | 0 | 1     | 35    | 13    | 12    | 10  | 48.57%      | 51      | 51      | +0      |         |         |         |         |
| Orlando City Estados Unidos    | 1.ª                 | 2022                | 34   | 14   | 6    | 14   | 13.º | 6  | 4    | 2    | 0    | -    | -  | -             | -             | -             | 1             | 0             | 0 | 1     | 41    | 18    | 8     | 15  | 50.4%       | 58      | 60      | -2      |         |         |         |         |
| Orlando City Estados Unidos    | 1.ª                 | 2023                | 34   | 18   | 9    | 7    | 2.º  | 1  | 0    | 0    | 1    | 5    | 1  | 3             | 1             | 1/8           | 3             | 2             | 0 | 1     | 43    | 21    | 12    | 10  | 58.14%      | 63      | 49      | +14     |         |         |         |         |
| Orlando City Estados Unidos    | 1.ª                 | 2024                | 34   | 15   | 7    | 12   | 9.º  | -  | -    | -    | -    | 7    | 3  | 3             | 1             | 1/8           | 5             | 2             | 2 | 1     | 46    | 20    | 12    | 14  | 52.18%      | 76      | 59      | +17     |         |         |         |         |
| Orlando City Estados Unidos    | 1.ª                 | 2025                | 26   | 12   | 8    | 6    | -    | 2  | 1    | 0    | 1    | 3    | 2  | 1             | 0             | -             | -             | -             | - | -     | 31    | 15    | 9     | 7   | 58.07%      | 66      | 40      | +26     |         |         |         |         |
| Orlando City Estados Unidos    | Total               | Total               | 183  | 81   | 49   | 53   | -    | 16 | 9    | 4    | 3    | 15   | 6  | 7             | 2             | -             | 11            | 4             | 3 | 4     | 225   | 100   | 63    | 62  | 53.77%      | 362     | 292     | +70     |         |         |         |         |
| Total en su carrera            | Total en su carrera | Total en su carrera | 458  | 200  | 109  | 149  | -    | 47 | 28   | 9    | 10   | 25   | 10 | 10            | 5             | -             | 22            | 7             | 6 | 9     | 552   | 245   | 134   | 173 | 52.47%      | 847     | 725     | +122    |         |         |         |         |
| 1. 2. 3. 4.                    |                     |                     |      |      |      |      |      |    |      |      |      |      |    |               |               |               |               |               |   |       |       |       |       |     |             |         |         |         |         |         |         |         |

### Resumen por competiciones
| Competición                      | Partidos | Ganados | Empatados | Perdidos | %      |
| -------------------------------- | -------- | ------- | --------- | -------- | ------ |
| Major League Soccer              | 421      | 184     | 105       | 132      | 52.02% |
| MLS Cup                          | 22       | 7       | 6         | 9        | 40.91% |
| US Open Cup                      | 29       | 18      | 5         | 6        | 67.82% |
| MLS is Back                      | 7        | 4       | 2         | 1        | 66.66% |
| Liga MX                          | 37       | 16      | 4         | 17       | 46.84% |
| Copa MX                          | 11       | 6       | 2         | 3        | 60.61% |
| Liga de Campeones de la Concacaf | 16       | 6       | 6         | 4        | 50%    |
| Leagues Cup                      | 9        | 4       | 4         | 1        | 59.25% |
| TOTAL                            | 552      | 245     | 134       | 173      | 52.47% |

## Palmarés

### Como jugador
Campeonatos nacionales
| Título           | Club           | País     | Año     |
| ---------------- | -------------- | -------- | ------- |
| Primera División | Deportivo Cali | Colombia | 1995/96 |

### Como entrenador
Torneos nacionales
| Título                   | Equipo       | País           | Año  |
| ------------------------ | ------------ | -------------- | ---- |
| Lamar Hunt U.S. Open Cup | FC Dallas    | Estados Unidos | 2016 |
| MLS Supporters' Shield   | FC Dallas    | Estados Unidos | 2016 |
| Lamar Hunt U.S. Open Cup | Orlando City | Estados Unidos | 2022 |

### Distinciones individuales
| Distinción                                   | Año  |
| -------------------------------------------- | ---- |
| Entrenador del año de la Major League Soccer | 2016 |